# 萊姆羅克 (康乃狄克州)
萊姆羅克（英語：Lime Rock）是位於美國康乃狄克州利奇菲爾德縣的一個鬼鎮。該地的面積和人口皆未知。

## 地理
萊姆羅克的座標為41°56′04″N 73°23′27″W / 41.93444°N 73.39083°W，而該地的平均海拔高度為173米（即568英尺）。